# Rio Seleguá
Rio Selegua é um rio centro-americano da Guatemala.